# Leonor de Almeida
Leonor da Conceição Pinto de Almeida (Porto, 25 de abril de 1909 - Lisboa, maio de 1983) foi uma poeta portuguesa que também exerceu as profissões de enfermeira e esteticista. Durante a sua actividade enquanto escritora foi considerada pela crítica literária como "uma das melhores poetas portuguesas" e incluída em antologias de poesia dos anos 1940-1950.

## Biografia
Leonor de Almeida nasceu no Porto, na freguesia de Santo Ildefonso, às 2h da madrugada de 25 de abril de 1909, apesar de durante a sua vida registar diferentes datas de nascimento. Casou em 1930 com Júlio Magno, médico e ensaísta e filho de David José Gonçalves Magno, com quem teve um filho, e de quem se divorciou em 1936, tendo estado também casada com Alexandre Pinheiro Torres entre 1951 e 1961, de quem se divorciou litigiosamente. Por ambos os seus maridos serem de esquerda, chegou a ser perseguida pela PIDE.
Foi admitida na Associação de Jornalistas e Homens de Letras do Porto em 27 de março de 1950, e foi também uma das primeiras associadas da Associação Portuguesa de Escritores. Publicou a sua poesia entre 1947 e 1960; João Gaspar Simões, Jacinto do Prado Coelho, Artur Portela e E. M. de Melo e Castro todos a reconheceram como uma figura de relevo na poesia da época. A obra de Leonor de Almeida enquadra-se no campo da poesia erótica; foi incluída na Antologia da Novíssima Poesia Portuguesa de Maria Alberta Menéres e E. M. de Melo e Castro em 1959, na Antologia de Mulheres Poetas Portuguesas de António Salvado em 1962, e na Antologia da Poesia Portuguesa Erótica e Satírica de Natália Correia em 1965, e contribuiu para várias revistas literárias da época, como Serpente. A crítica Duas Mulheres Poetas de João Gaspar Simões, compara o seu trabalho como o da poeta Sophia de Mello Breyner Andresen.

Partilhando muitas vezes das preocupações neorrealistas, a estética do neorrealismo não lhe é traço dominante. O mesmo se pode dizer da poética surrealista que percorre muita da sua obra, mas de forma esparsa. Ou do presencismo, que, podendo detetar-se nos seus poemas de carácter mais intimista, logo é desfeito pela presença em simultâneo de tendência outras, como o simbolismo. Por vezes, à maneira de Florbela Espanca, Leonor de Almeida escreve sonetos. Mas são raros.— Ana Luísa Amaral prefácio à edição de poesia reunida Na Curva Escura dos Cardos do Tempo
Leonor de Almeida frequentou o curso de Enfermeiras-Visitadoras de Higiene na Faculdade de Medicina da Universidade do Porto, e foi enfermeira ao longo de décadas. Nos anos 60, após formações em cosmética feitas em Paris, abriu um Instituto de Beleza no Lumiar, em Lisboa, onde usava o nome D. Márcia. Viveu em Londres, Paris, e Copenhaga.
Em maio de 1983 foi encontrada na casa onde residia, já sem vida. Está sepultada no Cemitério de Benfica.

## Obras

### Poesia
- Caminhos Frios, Coimbra, Coimbra Editora, 1947[7]
- Luz do Fim, Porto, Portucalense, 1950 [8]
- Rapto, 1953 (com ilustrações de Fernando Lanhas)[9]
- Terceira Asa, 1960

### Traduções
- A vida quotidiana na Babilónia e na Assíria, de Georges Coutenau, tradução de Leonor de Almeida e Alexandre Pinheiro Torres, Lisboa, Livros do Brasil, 1961[10]

### Edições póstumas
- Na Curva Escura dos Cardos do Tempo, Poesia reunida, Lisboa, Ponto de Fuga, 2020 ISBN 978-9-89-888130-4

## Homenagens
- Em 2018, a Associação de Jornalistas e Homens de Letras do Porto (AJHLP) recebeu o ciclo municipal Um Objeto e seus Discursos por Semana, dedicada à sua vida e obra.[4][5]
- Em 2020, a investigadora e realizadora Cláudia Clemente publicou Tatuagens de Luz, uma investigação sobre a vida e obra de Leonor de Almeida.[1][11]
- Leonor de Almeida foi homenageada na Feira do Livro do Porto de 2020, no âmbito da qual uma placa com o seu nome foi descerrada na Avenida das Tílias ou Avenida dos Escritores.[6][12][13][14]